# Liste der Naturdenkmale im Bezirk Tempelhof-Schöneberg
Die Liste der Naturdenkmale im Bezirk Tempelhof-Schöneberg nennt die im Berliner Bezirk Tempelhof-Schöneberg ausgewiesenen Naturdenkmale.

## Bäume
| Nr.             | Bezeichnung                             | Lage                                                                                         | Beschreibung                 | Schutzzweck                       | Bild                                    |
| --------------- | --------------------------------------- | -------------------------------------------------------------------------------------------- | ---------------------------- | --------------------------------- | --------------------------------------- |
| 7-1/B Wikidata  | Gemeine Eibe                            | Alt-Lichtenrade, südlich an der Dorfkirche (Standort)                                        | Taxus baccata                | Schönheit                         | Fotos hochladen                         |
| 7-3/B Wikidata  | Gemeine Eibe                            | Innenhof Tempelhofer Damm 218 (Standort)                                                     | Taxus baccata                |                                   | Direkt Bild zu diesem Denkmal hochladen |
| 7-5/B Wikidata  | Stiel-Eiche                             | Germaniastraße Ecke Fuhrmannstraße (Standort)                                                | Quercus robur                |                                   | mehr Fotos \| Fotos hochladen           |
| 7–6/B Wikidata  | Gemeine Eibe                            | Alt-Tempelhof 9 (Standort)                                                                   | Taxus baccata                | Schönheit                         | mehr Fotos \| Fotos hochladen           |
| 7-7/B Wikidata  | Silber-Linde                            | Alt-Tempelhof 12 (Standort)                                                                  | Tilia tomentosa              |                                   | mehr Fotos \| Fotos hochladen           |
| 7-8/B Wikidata  | Stiel-Eiche                             | Alt-Tempelhof 35 (Standort)                                                                  | Quercus robur                |                                   | mehr Fotos \| Fotos hochladen           |
| 7–10/B Wikidata | Stieleiche                              | Gegenüber vom Haus Im Domstift 27, Lichtenrade (Standort)                                    | Quercus robur                | Schönheit                         | mehr Fotos \| Fotos hochladen           |
| 7-11/B Wikidata | Winter-Linde                            | Lützowstraße 25 (Standort)                                                                   | Tilia cordata                |                                   | mehr Fotos \| Fotos hochladen           |
| 7-12/B Wikidata | Balkan-Rosskastanie                     | Körtingstraße Höhe Hirzerweg (Standort)                                                      | Aesculus hippocastanum       |                                   | Direkt Bild zu diesem Denkmal hochladen |
| 7-13/B Wikidata | Gemeiner Efeu                           | Friedhof Hauptstraße (Standort)                                                              | Hedera helix                 |                                   | mehr Fotos \| Fotos hochladen           |
| 7-14/B Wikidata | Balkan-Rosskastanie                     | Apostelkirche (Standort)                                                                     | Aesculus hippocastanum       |                                   | mehr Fotos \| Fotos hochladen           |
| 7–15/B Wikidata | Stieleiche                              | Heinrich-von-Kleist-Park (Standort)                                                          | Quercus robur                | Schönheit, landeskundliche Gründe | Fotos hochladen                         |
| 7-17/B Wikidata | Gemeine Eibe                            | Grunewaldstraße 6-8 (Standort)                                                               | Taxus baccata                |                                   | mehr Fotos \| Fotos hochladen           |
| 7-18/B Wikidata | Platane                                 | Richard-von-Weizsäcker-Platz (ehemals Kaiser-Wilhelm-Platz) (Standort)                       | Platanus × hispanica         |                                   | mehr Fotos \| Fotos hochladen           |
| 7-21/B Wikidata | Platane                                 | Hauptstraße 44-45 (Standort)                                                                 | Platanus × hispanica         |                                   | mehr Fotos \| Fotos hochladen           |
| 7-22/B Wikidata | Platane                                 | Schwäbische Straße 7b (Standort)                                                             | Platanus × hispanica         |                                   | mehr Fotos \| Fotos hochladen           |
| 7–23/B Wikidata | Kaisereiche                             | Saarstraße, Mittelinsel vor der Rheinstraße (Standort)                                       | Quercus robur                | Schönheit                         | mehr Fotos \| Fotos hochladen           |
| 7-24/B Wikidata | Ahornblättrige Platane                  | Tempelhofer Feld, nördlicher Bereich, ca. 300 m südwestlich von Columbiadamm 122 (Standort)  | Platanus × hispanica         |                                   | mehr Fotos \| Fotos hochladen           |
| 7-25/B Wikidata | Ahornblättrige Platane                  | Tempelhofer Feld, nördlicher Bereich, ca. 250 m südwestlich von Columbiadamm 122 (Standort)  | Platanus × hispanica         |                                   | mehr Fotos \| Fotos hochladen           |
| 7-26/B Wikidata | Gewöhnlicher Trompetenbaum              | Heinrich-von-Kleist-Park, Parkzugang Potsdamer Straße (Standort)                             | Catalpa bignonioides         |                                   | mehr Fotos \| Fotos hochladen           |
| 7-27/B Wikidata | Maulbeere                               | Heinrich-von-Kleist-Park, südöstlich Verfassungsgerichtshof (Standort)                       | Morus nigra                  |                                   | mehr Fotos \| Fotos hochladen           |
| 7-28/B Wikidata | Flatter-Ulme                            | Evangelischer Friedhof Alt-Schöneberg Hauptstraße 47 (Standort)                              | Ulmus laevis                 |                                   | mehr Fotos \| Fotos hochladen           |
| 7-29/B Wikidata | Säulen-Stiel-Eiche                      | Dorfkirche Alt-Mariendorf 37 (Standort)                                                      | Quercus robur fastigiata     |                                   | Direkt Bild zu diesem Denkmal hochladen |
| 7-30/B Wikidata | Urweltmammutbaum - Chinesisches Rotholz | Volkspark Mariendorf, auf Höhe Alt-Mariendorf 12 (Standort)                                  | Metasequoia glyptostroboides |                                   | Direkt Bild zu diesem Denkmal hochladen |
| 7-31/B Wikidata | Ungarische Eiche                        | Volkspark Mariendorf, östlich Kleiner Teich, am Wegesrand (Standort)                         | Quercus frainetto            |                                   | Direkt Bild zu diesem Denkmal hochladen |
| 7-32/B Wikidata | Japanische Zelkove                      | Volkspark Mariendorf, gegenüber Prühssstraße 59, südlich des Weges (Standort)                | Zelkova serrata              |                                   | Direkt Bild zu diesem Denkmal hochladen |
| 7-33/B Wikidata | Japanische Zelkove                      | Volkspark Mariendorf, gegenüber der Einmündung Morsbronner Weg (Standort)                    | Zelkova serrata              |                                   | Direkt Bild zu diesem Denkmal hochladen |
| 7-34/B Wikidata | Stiel-Eiche - Sommer-Eiche              | Tempelhofer Parkfriedhof, ca. 50 m westlich der Kapelle Gottlieb-Dunkel-Straße 26 (Standort) | Quercus robur                |                                   | Direkt Bild zu diesem Denkmal hochladen |
| 7-35/B Wikidata | Hänge-Buche                             | Dominicusstraße 16 (Standort)                                                                | Fagus sylvatica f. pendula   |                                   | mehr Fotos \| Fotos hochladen           |
| 7-36/B Wikidata | Gewöhnliche Buche - Rot-Buche           | Gutspark Marienfelde, auf Höhe Alt-Marienfelde 9 (Standort)                                  | Fagus sylvatica              |                                   | mehr Fotos \| Fotos hochladen           |
| 7-37/B Wikidata | Ahornblättrige Platane                  | Markgrafenstraße 7-9 (Standort)                                                              | Platanus × hispanica         |                                   | Direkt Bild zu diesem Denkmal hochladen |

## Findlinge
Die in Berlin als Naturdenkmal geführten Findlinge sind in der Regel erratische Blöcke mit einem Volumen von mindestens einem Kubikmeter und somit eine Masse von mehreren Tonnen.
| Nr.    | Bezeichnung    | Lage                                                                             | Beschreibung | Schutzzweck                | Bild                          |
| ------ | -------------- | -------------------------------------------------------------------------------- | ------------ | -------------------------- | ----------------------------- |
| 7-1/F  | Findling       | Bosepark nahe Friedrich-Franz-Straße Ecke Bosestraße (Standort)                  |              | naturgeschichtliche Gründe | Fotos hochladen               |
| 7-2/F  | Findling       | Alt-Lichtenrade, Dorfaue (Standort)                                              |              | naturgeschichtliche Gründe | Fotos hochladen               |
| 7-3/F  | Findling       | Ekensunder Platz / Barnetstraße Ecke Rotenkruger Weg in Lichtenrade (Standort)   |              | naturgeschichtliche Gründe | Fotos hochladen               |
| 7-4/F  | Findling       | Maffeistraße 36/38 in Marienfelde (Standort)                                     |              | naturgeschichtliche Gründe | Fotos hochladen               |
| 7-5/F  | Findling       | Lessingplatz / Neanderstraße Ecke Geibelstraße (Standort)                        |              | naturgeschichtliche Gründe | Fotos hochladen               |
| 7-6/F  | Zwei Findlinge | Spielplatz auf dem Alboinplatz (Standort)                                        |              | naturgeschichtliche Gründe | mehr Fotos \| Fotos hochladen |
| 7-7/F  | Zwei Findlinge | Spielplatz Torgauer Straße 3–6 (Standort)                                        |              | naturgeschichtliche Gründe | mehr Fotos \| Fotos hochladen |
| 7–8/F  | Findling       | Sportplatz Vorarlberger Damm, straßenseitige Grundstücksgrenze (Standort)        |              | naturgeschichtliche Gründe | Fotos hochladen               |
| 7–9/F  | Findling       | Vorarlberger Damm 33 am Spielplatz, unmittelbar hinter dem Sportplatz (Standort) |              | naturgeschichtliche Gründe | Fotos hochladen               |
| 7–10/F | Findling       | Schulhof Welserstraße 16–22 (Standort)                                           |              | naturgeschichtliche Gründe | Fotos hochladen               |
| 7–11/F | Findling       | Heinrich-Lassen-Park am kleinen Spielplatz (Standort)                            |              | naturgeschichtliche Gründe | Fotos hochladen               |

## Sonstige Naturdenkmale
| Nr.   | Bezeichnung          | Lage                                                                                            | Beschreibung                                                     | Schutzzweck                                                                        | Bild                          |
| ----- | -------------------- | ----------------------------------------------------------------------------------------------- | ---------------------------------------------------------------- | ---------------------------------------------------------------------------------- | ----------------------------- |
| ND-16 | Blanke Helle         | Teil des Alboinplatzes (Standort)                                                               | Toteisloch, Pfuhl                                                | naturgeschichtlich wertvoll und selten, dauerhafte Erhaltung, Sicherung der Pfuhle | mehr Fotos \| Fotos hochladen |
| ND-17 | Dillgesteich         | Teil des Volksparks Mariendorf (Standort)                                                       | Toteisloch, Pfuhl                                                | naturgeschichtlich wertvoll und selten, dauerhafte Erhaltung, Sicherung der Pfuhle | Fotos hochladen               |
| ND-17 | Kleiner Teich        | Teil des Volksparks Mariendorf (Standort)                                                       | Toteisloch, Pfuhl                                                | naturgeschichtlich wertvoll und selten, dauerhafte Erhaltung, Sicherung der Pfuhle | Fotos hochladen               |
| ND-18 | Eckernpfuhl          | Teil des Volksparks Mariendorf (Standort)                                                       | Toteisloch, Pfuhl                                                | naturgeschichtlich wertvoll und selten, dauerhafte Erhaltung, Sicherung der Pfuhle | Fotos hochladen               |
| ND-19 | Francketeich         | Teil des Franckeparks (Standort)                                                                | Toteisloch, Pfuhl                                                | naturgeschichtlich wertvoll und selten, dauerhafte Erhaltung, Sicherung der Pfuhle | mehr Fotos \| Fotos hochladen |
| ND-20 | Gänsepfuhl           | Teil der Erholungsfläche zwischen Reißeckstraße, Grüntenstraße und dem Heidefriedhof (Standort) | Toteisloch, Pfuhl, im Mai 2015 örtlich ausgetrocknet vorgefunden | naturgeschichtlich wertvoll und selten, dauerhafte Erhaltung, Sicherung der Pfuhle | Fotos hochladen               |
| ND-21 | Großer Karpfenpfuhl  | Teil der Erholungsfläche südlich der Britzer Straße (Standort)                                  | Toteisloch, Pfuhl                                                | naturgeschichtlich wertvoll und selten, dauerhafte Erhaltung, Sicherung der Pfuhle | Fotos hochladen               |
| ND-22 | Grüntenteich         | Südlich des „Krankenheim Mariendorf“ an der Grüntenstraße (Standort)                            | Toteisloch, Pfuhl                                                | naturgeschichtlich wertvoll und selten, dauerhafte Erhaltung, Sicherung der Pfuhle | Fotos hochladen               |
| ND-23 | Kleiner Karpfenpfuhl | Teil der Erholungsfläche südlich der Britzer Straße (Standort)                                  | Toteisloch, Pfuhl                                                | naturgeschichtlich wertvoll und selten, dauerhafte Erhaltung, Sicherung der Pfuhle | Fotos hochladen               |
| ND-24 | Krummer Pfuhl        | Teil des Friedhofs Eythstraße (Standort)                                                        | Toteisloch, Pfuhl                                                | naturgeschichtlich wertvoll und selten, dauerhafte Erhaltung, Sicherung der Pfuhle | mehr Fotos \| Fotos hochladen |
| ND-25 | Wilhelmsteich        | Im Lehnepark an der Schönburgstraße (Standort)                                                  | Toteisloch, Pfuhl                                                | naturgeschichtlich wertvoll und selten, dauerhafte Erhaltung, Sicherung der Pfuhle | mehr Fotos \| Fotos hochladen |

## Geschützte Landschaftsbestandteile
| Nr.    | Bezeichnung | Lage | Beschreibung | Schutzzweck                                                                                                   | Bild                                    |
| ------ | ----------- | --- | --- | --- | --------------------------------------- |
| GLB-03 | Birkenhaag  | Im Süden von Lichtenrade, westlich vom Kirchhainer Damm, im Süden und Westen bis zur Stadtgrenze (Standort) | Geschützt sind alle vorkommenden Pflanzenarten, die Wasserfläche sowie alle vorkommenden, auf diesen Lebensraum angewiesenen Tiere | Sicherstellung der Leistungsfähigkeit des Naturhaushalts, Belebung und Pflege des Orts- und Landschaftsbildes | Direkt Bild zu diesem Denkmal hochladen |

## Ehemalige Naturdenkmale
| Nr.                | Bezeichnung          | Lage                                                              | Beschreibung                                                                                   | Schutzzweck | Bild                                    |
| ------------------ | -------------------- | ----------------------------------------------------------------- | ---------------------------------------------------------------------------------------------- | ----------- | --------------------------------------- |
| 7-2/B Wikidata     | Rotbuche             | Marienfelder Allee 24 (Standort)                                  | Fagus sylvatica, zirka zwei Meter hoher Baumstumpf; bei Neuausweisung 2021 nicht mehr gelistet | Schönheit   | mehr Fotos \| Fotos hochladen           |
| ND-7-4/B Wikidata  | Rot-Eiche            | Holzmannstraße Ecke Gottlieb-Dunkel-Straße ()                     | Quercus rubra; bei Neuausweisung 2021 nicht mehr gelistet                                      |             | Direkt Bild zu diesem Denkmal hochladen |
| 7–9/B Wikidata     | Stieleiche           | Alt-Lichtenrade 103, am 23. Mai 2015 örtlich nicht vorgefunden () | Quercus robur; bei Neuausweisung 2021 nicht mehr gelistet                                      | Schönheit   | Direkt Bild zu diesem Denkmal hochladen |
| ND-7-16/B Wikidata | Südlicher Zürgelbaum | Heinrich-von-Kleist-Park ()                                       | Celtis australis; bei Neuausweisung 2021 nicht mehr gelistet                                   |             | Direkt Bild zu diesem Denkmal hochladen |
| ND-7-16/B Wikidata | Sumpf-Zypresse       | Heinrich-von-Kleist-Park ()                                       | Taxodium distichum; bei Neuausweisung 2021 nicht mehr gelistet                                 |             | Direkt Bild zu diesem Denkmal hochladen |
| ND-7-19/B Wikidata | Platane              | Wiesbadener Straße 88 ()                                          | Platanus × hispanica; bei Neuausweisung 2021 nicht mehr gelistet                               |             | Direkt Bild zu diesem Denkmal hochladen |
| ND-7-20/B Wikidata | Gemeiner Efeu        | St. Matthäus-Kirchhof ()                                          | Hedera helix; bei Neuausweisung 2021 nicht mehr gelistet                                       |             | Direkt Bild zu diesem Denkmal hochladen |